# Gaël Genevier
Gaël Genevier (Saint-Martin-d'Hères, 26 giugno 1982) è un ex calciatore francese, di ruolo centrocampista.

## Carriera

### Club
Cresciuto nel settore giovanile dell'Olympique Lyonnais, nel 2003 viene ingaggiato dal Perugia, con cui totalizza 4 presenze in Serie A. A 22 anni passa al Catania in Serie B, dove conta 8 presenze. Va poi all'Acireale, dove colleziona 45 presenze e 2 gol in due annate.
Nel 2006 arriva alla Sangiovannese, segnando un gol in 25 presenze in Serie C1.
Nell'estate 2007 approda al Pisa, neopromosso in Serie B. Alla nona giornata del campionato 2007-2008 segna il suo primo gol nella serie cadetta contro l'AlbinoLeffe vinta per 3-2 dai toscani. Tra gli artefici dell'ottimo rendimento della compagine pisana, segna il gol del pareggio nel finale della partita interna contro il Lecce del 1º dicembre 2007. La stagione 2007-2008 rappresenta una conferma di Genevier anche in Serie B, contribuendo in maniera determinante, seppur tra qualche infortunio che ne limiterà la presenza in campo, all'elevato rendimento del Pisa. Segna il goal della vittoria contro lo Spezia portando il Pisa matematicamente nei play-off il 25 maggio 2008 e condannando i liguri alla retrocessione. Nonostante varie offerte di squadre di Serie A, nella stagione 2008-2009 rimane al Pisa divenendo una pedina fondamentale nel centrocampo neroazzurro. In tale stagione è andato a segno per cinque volte di cui quattro su calcio di rigore.
Nell'estate 2009 passa al Siena, dove disputa 4 partite in Serie A.
Il 29 gennaio 2010 viene ceduto con la formula del prestito secco al Torino, in Serie B, dove gioca con maggiore continuità. Segna il suo primo gol con in maglia granata il 23 marzo nell'1-0 contro l'Ascoli, e gioca da titolare del centrocampo di Stefano Colantuono fino a fine stagione.
Torna dunque a Siena per la stagione seguente, ma in agosto subisce la rottura del legamento crociato anteriore del ginocchio sinistro, che lo tiene lontano dai campi fino al 29 maggio 2011.
Il 20 luglio 2011 passa in prestito al Livorno, in Serie B.. Disputa in tutto 17 partite in maglia amaranto, e il 26 gennaio 2012 torna, sempre in prestito, al Pisa. In nerazzurro gioca 9 incontri in campionato (chiuso al settimo posto) e perde la finale di Coppa Italia Lega Pro.
A fine stagione inizialmente ritorna a Siena dove ritrova il suo allenatore dei tempi del Perugia Serse Cosmi, ma già il 20 luglio seguente viene ceduto in prestito in Serie B alla Juve Stabia. Con le vespe di Castellammare di Stabia sigla la sua prima rete il 20 ottobre 2012 in occasione di Ascoli-Juve Stabia, terminata poi 4-2 per i campani.
Il 31 gennaio 2013 finisce la sua avventura alla Juve Stabia, trasferendosi sempre in prestito alla Pro Vercelli sempre mediante la formula del prestito dal Siena.
Nella stagione 2013-2014 milita in prestito, per una stagione, nel Novara. Dall'estate 2014 si trasferisce definitivamente nelle file del Lumezzane; lascerà la quadra lombarda nel gennaio 2017 per giocare nelle file della Reggiana.
Il 28 gennaio 2019, Genevier si trasferisce a titolo definitivo all'AlbinoLeffe, sempre in Serie C. Con la squadra lombarda, disputa cinque stagioni, fino al proprio ritiro dal calcio giocato nell'aprile del 2024.

## Statistiche

### Presenze e reti nei club
| Stagione           | Squadra            | Campionato         | Campionato | Campionato | Coppe nazionali | Coppe nazionali | Coppe nazionali | Coppe continentali | Coppe continentali | Coppe continentali | Altre coppe | Altre coppe | Altre coppe | Totale | Totale |
| Stagione           | Squadra            | Comp               | Pres       | Reti       | Comp            | Pres            | Reti            | Comp               | Pres               | Reti               | Comp        | Pres        | Reti        | Pres   | Reti   |
| ------------------ | ------------------ | ------------------ | ---------- | ---------- | --------------- | --------------- | --------------- | ------------------ | ------------------ | ------------------ | ----------- | ----------- | ----------- | ------ | ------ |
| 2002-2003          | O. Lione           | L1                 | 0          | 0          | CF+CdL          | 0               | 0               | UCL                | 0                  | 0                  | SF          | 0           | 0           | 0      | 0      |
| 2003-gen. 2004     | Perugia            | A                  | 4          | 0          | CI              | 3               | 0               | -                  | -                  | -                  | -           | -           | -           | 7      | 0      |
| gen.-giu. 2004     | Catania            | B                  | 8          | 0          | CI              | -               | -               | -                  | -                  | -                  | -           | -           | -           | 8      | 0      |
| 2004-gen. 2005     | Perugia            | B                  | 0          | 0          | CI              | 0               | 0               | -                  | -                  | -                  | -           | -           | -           | 0      | 0      |
| Totale Perugia     | Totale Perugia     | Totale Perugia     | 4          | 0          |                 | 3               | 0               |                    | -                  | -                  |             | -           | -           | 7      | 0      |
| gen.-giu. 2005     | Acireale           | C1                 | 19+2       | 0          | CI+CI-C         | 0+3             | 0               | -                  | -                  | -                  | -           | -           | -           | 24     | 0      |
| 2005-2006          | Acireale           | C1                 | 26         | 1          | CI+CI-C         | 1+1             | 0               | -                  | -                  | -                  | -           | -           | -           | 28     | 0      |
| Totale Acireale    | Totale Acireale    | Totale Acireale    | 45+2       | 1          |                 | 5               | 0               |                    | -                  | -                  |             | -           | -           | 52     | 1      |
| 2006-2007          | Sangiovannese      | C1                 | 25+2       | 1          | CI+CI-C         | 1+0             | 0               | -                  | -                  | -                  | -           | -           | -           | 28     | 1      |
| 2007-2008          | Pisa               | B                  | 28+2       | 3          | CI              | 2               | 0               | -                  | -                  | -                  | -           | -           | -           | 32     | 3      |
| 2008-2009          | Pisa               | B                  | 40         | 5          | CI              | 1               | 0               | -                  | -                  | -                  | -           | -           | -           | 41     | 5      |
| 2009-gen. 2010     | Siena              | A                  | 4          | 0          | CI              | 2               | 0               | -                  | -                  | -                  | -           | -           | -           | 6      | 0      |
| gen.-giu. 2010     | Torino             | B                  | 17+4       | 1          | CI              | -               | -               | -                  | -                  | -                  | -           | -           | -           | 21     | 1      |
| 2010-2011          | Siena              | B                  | 1          | 0          | CI              | 0               | 0               | -                  | -                  | -                  | -           | -           | -           | 1      | 0      |
| Totale Siena       | Totale Siena       | Totale Siena       | 5          | 0          |                 | 2               | 0               |                    | -                  | -                  |             | -           | -           | 7      | 0      |
| 2011-gen. 2012     | Livorno            | B                  | 17         | 0          | CI \| 2         | 0               | -               | -                  | -                  | -                  | -           | -           | 19          | 0      |        |
| gen.-giu. 2012     | Pisa               | 1D                 | 9          | 0          | CI+CI-LP        | 0+4             | 0               | -                  | -                  | -                  | -           | -           | -           | 13     | 0      |
| Totale Pisa        | Totale Pisa        | Totale Pisa        | 77+2       | 8          |                 | 7               | 0               |                    | -                  | -                  |             | -           | -           | 86     | 8      |
| 2012-gen. 2013     | Juve Stabia        | B                  | 19         | 2          | CI              | 0               | 0               | -                  | -                  | -                  | -           | -           | -           | 19     | 2      |
| gen.-giu. 2013     | Pro Vercelli       | B                  | 9          | 0          | CI              | -               | -               | -                  | -                  | -                  | -           | -           | -           | 9      | 0      |
| 2013-2014          | Novara             | B                  | 13+2       | 0          | CI              | -               | -               | -                  | -                  | -                  | -           | -           | -           | 15     | 0      |
| 2014-2015          | Lumezzane          | LP                 | 25+2       | 0          | CI-LP           | 1               | 0               | -                  | -                  | -                  | -           | -           | -           | 28     | 0      |
| 2015-2016          | Lumezzane          | LP                 | 18         | 0          | CI-LP           | 2               | 0               | -                  | -                  | -                  | -           | -           | -           | 20     | 0      |
| 2016-gen. 2017     | Lumezzane          | LP                 | 19         | 0          | CI-LP           | 2               | 0               | -                  | -                  | -                  | -           | -           | -           | 21     | 0      |
| Totale Lumezzane   | Totale Lumezzane   | Totale Lumezzane   | 62+2       | 0          |                 | 5               | 0               |                    | -                  | -                  |             | -           | -           | 69     | 0      |
| gen.-giu. 2017     | Reggiana           | LP                 | 17+6       | 0          | CI-LP           | -               | -               | -                  | -                  | -                  | -           | -           | -           | 23     | 0      |
| 2017-2018          | Reggiana           | C                  | 29+5       | 0          | CI+CI-C         | 2+0             | 0               | -                  | -                  | -                  | -           | -           | -           | 36     | 0      |
| Totale Reggiana    | Totale Reggiana    | Totale Reggiana    | 46+11      | 0          |                 | 2               | 0               |                    | -                  | -                  |             | -           | -           | 59     | 0      |
| 2018- gen. 2019    | Messina            | D                  | 16         | 4          | CI              | 2               | 1               | -                  | -                  | -                  | -           | -           | -           | 18     | 5      |
| Totale Messina     | Totale Messina     | Totale Messina     | 16         | 4          |                 | 2               | 1               |                    | -                  | -                  |             |             | -           | 18     | 5      |
| gen.-giu.2019      | AlbinoLeffe        | C                  | 11         | 0          | CI-C            | 0               | 0               | -                  | -                  | -                  | -           | -           | -           | 11     | 0      |
| 2019-2020          | AlbinoLeffe        | C                  | 25+1       | 1          | CI-C            | 2               | 0               | -                  | -                  | -                  | -           | -           | -           | 28     | 1      |
| 2020-2021          | AlbinoLeffe        | C                  | 29+8       | 1          |                 | -               | -               | -                  | -                  | -                  | -           | -           | -           | 37     | 1      |
| 2021-2022          | AlbinoLeffe        | C                  | 11         | 0          | CI-C            | 2               | 0               | -                  | -                  | -                  | -           | -           | -           | 13     | 0      |
| 2022-2023          | AlbinoLeffe        | C                  | 14+2       | 0          | CI-C            | 1               | 0               | -                  | -                  | -                  | -           | -           | -           | 17     | 0      |
| 2023-2024          | AlbinoLeffe        | C                  | 10         | 0          | CI-C            | 1               | 0               | -                  | -                  | -                  | -           | -           | -           | 11     | 0      |
| Totale Albinoleffe | Totale Albinoleffe | Totale Albinoleffe | 100+11     | 2          |                 | 6               | 0               |                    | -                  | -                  |             |             | -           | 117    | 2      |
| Totale carriera    | Totale carriera    | Totale carriera    | 463+36     | 21         |                 | 31              | 1               |                    | 0                  | 0                  |             | 0           | 0           | 520    | 19     |

## Palmarès

### Competizioni nazionali
- Campionato francese: 1

Lione: 2002-2003
- Supercoppa francese: 1

Lione: 2002

### Competizioni internazionali
- Coppa Intertoto UEFA: 1

Perugia: 2003